# La Passió de La Cava
La Passió de la Cava és una actuació teatral des de l'any 1956 pels actors i actrius amateurs de l'Associació La Passió de La Cava, a la partida la Cava del municipi de Deltebre. És una passió basada en l'obra La Divina Tragedia del jesuïta José Julio Martínez (1906-1996) una adaptació escènica inspirada dels texts dels evangelis. És un espectacle de la cultura popular catalana emblemàtic alhora que l'única Passió del Baix Ebre.
Les Passions són obres de teatre popular català a càrrec d'actors amateurs, que tenen per argument els darrers moments de la vida de Jesucrist a la Terra, i especialment, la seva Passió, Mort i Resurrecció. Se'n realitzen en algunes poblacions dels Països Catalans en el període de Pasqua.
L'Associació La Passió de La Cava és membre de la Federació Catalana de Passions.